# Giulianova Calcio 1982-1983
Questa pagina raccoglie le informazioni riguardanti il Giulianova Calcio nelle competizioni ufficiali della stagione 1982-1983.

## Rosa
| N. |                   | Ruolo | Calciatore            |
| -- | ----------------- | ----- | --------------------- |
|    | Italia (bandiera) | A     | Alfonso Alessandroni  |
|    | Italia (bandiera) | D     | Bruno Antoniazzi      |
|    | Italia (bandiera) | A     | Lucio Barlafante      |
|    | Italia (bandiera) | A     | Luigi Beati           |
|    | Italia (bandiera) | D     | Lucinao Bellaspica    |
|    | Italia (bandiera) | A     | Marco Bontà           |
|    | Italia (bandiera) | A     | Giannino Capoferri    |
|    | Italia (bandiera) | C     | Claudio Antonio Cocco |
|    | Italia (bandiera) | C     | Marco Cosenza         |
|    | Italia (bandiera) | P     | Fabio Di Addezio      |
|    | Italia (bandiera) | C     | Guido Di Fabio        |
|    | Italia (bandiera) | D     | Andrea Di Felice      |
|    | Italia (bandiera) | D     | Giulio Ettorre        |

| N. |                   | Ruolo | Calciatore            |
| -- | ----------------- | ----- | --------------------- |
|    | Italia (bandiera) | A     | Giorgio Ferrara       |
|    | Italia (bandiera) | D     | Francesco Giorgini    |
|    | Italia (bandiera) | D     | Ivo Iaconi            |
|    | Italia (bandiera) | P     | Sandro Mancini        |
|    | Italia (bandiera) | D     | Salvatore Mastromarco |
|    | Italia (bandiera) | D     | Fausto Pari           |
|    | Italia (bandiera) | A     | Primo Pasquali        |
|    | Italia (bandiera) | C     | Vittorio Pompa        |
|    | Italia (bandiera) | C     | Nicola Ripa           |
|    | Italia (bandiera) | C     | Giuseppe Stasio       |
|    | Italia (bandiera) | C     | Giuseppe Valà         |
|    | Italia (bandiera) | C     | Gabriele Zottoli      |

## Risultati

### Campionato

#### Girone di andata
| 19 settembre 1982 1ª giornata | Giulianova | 0 – 0 | Osimana |  |

| 26 settembre 1982 2ª giornata | Monopoli | 1 – 0 | Giulianova |  |

| 3 ottobre 1982 3ª giornata | Giulianova | 1 – 0 | Teramo |  |

| 10 ottobre 1982 4ª giornata | Matera | 3 – 2 | Giulianova |  |

| 17 ottobre 1982 5ª giornata | Giulianova | 0 – 0 | Cattolica |  |

| 24 ottobre 1982 6ª giornata | Jesi | 2 – 1 | Giulianova |  |

| 31 ottobre 1982 7ª giornata | Civitanovese | 1 – 0 | Giulianova |  |

| 7 novembre 1982 8ª giornata | Giulianova | 0 – 0 | Avezzano |  |

| 14 novembre 1982 9ª giornata | Gioventù Brindisi | 0 – 0 | Giulianova |  |

| 21 novembre 1982 10ª giornata | Giulianova | 2 – 1 | Vigor Senigallia |  |

| 28 novembre 1982 11ª giornata | Lanciano | 3 – 2 | Giulianova |  |

| 5 dicembre 1982 12ª giornata | Giulianova | 2 – 0 | Brindisi |  |

| 12 dicembre 1982 13ª giornata | Giulianova | 3 – 0 | Ravenna |  |

| 19 dicembre 1982 14ª giornata | Francavilla | 1 – 1 | Giulianova |  |

| 9 gennaio 1983 15ª giornata | Giulianova | 3 – 0 | Elpidiense |  |

| 16 gennaio 1983 16ª giornata | Maceratese | 0 – 0 | Giulianova |  |

| 23 gennaio 1983 17ª giornata | Giulianova | 2 – 2 | Martina |  |

#### Girone di ritorno
| 30 gennaio 1983 18ª giornata | Osimana | 1 – 0 | Giulianova |  |

| 6 febbraio 1983 19ª giornata | Giulianova | 1 – 0 | Monopoli |  |

| 13 febbraio 1983 20ª giornata | Teramo | 2 – 0 | Giulianova |  |

| 20 febbraio 1983 21ª giornata | Giulianova | 1 – 0 | Matera |  |

| 27 febbraio 1983 22ª giornata | Cattolica | 1 – 1 | Giulianova |  |

| 6 marzo 1983 23ª giornata | Giulianova | 1 – 1 | Jesi |  |

| 13 marzo 1983 24ª giornata | Giulianova | 1 – 1 | Civitanovese |  |

| 20 marzo 1983 25ª giornata | Avezzano | 1 – 0 | Giulianova |  |

| 2 aprile 1983 26ª giornata | Giulianova | 1 – 1 | Gioventù Brindisi |  |

| 10 aprile 1983 27ª giornata | Vigor Senigallia | 2 – 0 | Giulianova |  |

| 17 aprile 1983 28ª giornata | Giulianova | 2 – 0 | Lanciano |  |

| 1º maggio 1983 29ª giornata | Brindisi | 1 – 1 | Giulianova |  |

| 8 maggio 1983 30ª giornata | Ravenna | 2 – 2 | Giulianova |  |

| 15 maggio 1983 31ª giornata | Giulianova | 2 – 2 | Francavilla |  |

| 22 maggio 1983 32ª giornata | Elpidiense | 2 – 0 | Giulianova |  |

| 29 maggio 1983 33ª giornata | Giulianova | 1 – 1 | Maceratese |  |

| 5 giugno 1983 34ª giornata | Martina | 0 – 0 | Giulianova |  |

### Coppa Italia Serie C

#### Fase eliminatoria a gironi
| 22 agosto 1982 1ª giornata - Girone P | Elpidiense | 1 – 1 | Giulianova |  |

| 25 agosto 1982 2ª giornata - Girone P | Maceratese | 2 – 0 | Giulianova |  |

| 29 agosto 1982 3ª giornata - Girone P | Giulianova | 0 – 1 | Civitanovese |  |

| 1 settembre 1982 4ª giornata - Girone P | Giulianova | 1 – 0 | Elpidiense |  |

| 5 settembre 1982 5ª giornata - Girone P | Giulianova | 2 – 2 | Maceratese |  |

| 12 settembre 1982 6ª giornata - Girone P | Civitanovese | 1 – 0 | Giulianova |  |